# Variante de la maladie de Creutzfeldt–Jakob
 Mise en garde médicale
La variante de la maladie de Creutzfeldt–Jakob  est un type de maladie cérébrale appartenant à la famille des encéphalopathies spongiformes transmissibles.

## Symptômes
Les symptômes comprennent des troubles psychiatriques, des changements de comportement et des sensations douloureuses. Le délai entre l'exposition et l'apparition des symptômes n'est pas clair, mais on estime qu'il est de plusieurs années. L'espérance de vie moyenne après l'apparition des symptômes est de 13 mois,.

## Étiologie
La maladie est causée par des prions, qui sont des protéines mal repliées. La propagation serait principalement due à la consommation de viande de bœuf infectée par l'encéphalopathie spongiforme bovine,. On pense également que l'infection nécessite une susceptibilité génétique spécifique,. La propagation peut également se produire via des produits sanguins ou du matériel chirurgical contaminé.

## Diagnostic
Le diagnostic repose sur la biopsie cérébrale mais peut être suspecté sur certains autres critères. Elle est différente de la maladie de Creutzfeldt-Jakob classique, bien que les deux soient dues à des prions.

## Traitement
Le traitement de la vMCJ comprend des soins de soutien.

## Fréquence
En 2012, environ 170 cas de vMCJ ont été enregistrés au Royaume-Uni et 50 cas dans le reste du monde. La maladie est devenue moins fréquente depuis 2000. L'âge typique d'apparition est inférieur à 30 ans. Elle a été identifiée pour la première fois en 1996 par l'Unité nationale de surveillance de la MCJ à Édimbourg, en Écosse,.